# Aeroportul Kajaani
Aeroportul Kajaani (IATA: KAJ, ICAO: EFKI) este un aeroport din Kajaani, Kainuu, Agenția de Stat de Administrare Regională Finlanda de Nord⁠(d), Finlanda ce deservește zona Kajaani. Aeroportul a fost tranzitat în 2022 de 25.400 de pasageri. A fost deschis în 1957 și numit după zona deservită.
Situat la o altitudine de 148 m, aeroportul dispune de 1 pistă. Este operat de Finavia⁠(d).

## Infrastructură

### Piste
Aeroportul dispune de o singură pistă. Pista 07/25 are suprafața de asfalt și dimensiunile 2.499 m × 48 m. 